# Mersin (prowincja)
Prowincja Mersin (tur. Mersin Ili) – jednostka administracyjna w południowej Turcji, położona nad Morzem Śródziemnym. Obejmuje część obszaru historycznej krainy Cylicja.

## Dystrykty
Prowincja Mersin dzieli się na trzynaście dystryktów:
- Akdeniz (w składzie Mersin)
- Mezitli (w składzie Mersin)
- Toroslar (w składzie Mersin)
- Yenişehir (w składzie Mersin)
- Anamur
- Aydıncık
- Bozyazı
- Çamlıyayla
- Erdemli
- Gülnar
- Mut
- Silifke
- Tars